# Leptodrymus pulcherrimus
Leptodrymus pulcherrimus is een slang uit de familie toornslangachtigen (Colubridae) en de onderfamilie Colubrinae.

## Naam en indeling
De wetenschappelijke naam van de soort werd voor het eerst voorgesteld door Edward Drinker Cope in 1874. Oorspronkelijk werd de wetenschappelijke naam Masticophis pulcherrimus gebruikt. Later werd de soort tot de geslachten Zamenis en Salvadora gerekend. Het is tegenwoordig de enige uit het monotypische geslacht Leptodrymus.

## Uiterlijke kenmerken
Leptodrymus pulcherrimus is gemakkelijk van vrijwel alle andere soorten slangen te onderscheiden door de opmerkelijke lichaamskleuren. De kop heeft een groene kleur, het lichaam is bruin tot lichtbruin. Aan de bovenzijde van iedere flank is een zwarte lengtestreep aanwezig van de oog tot de staartpunt. de kleur op het midden van de rug -tussen de strepen- is vaak geel tot oranje van kleur.
Het lichaam is cilindrisch, de lichaamslengte bedraagt maximaal 1,6 meter, de staart is relatief lang en is ten minste een derde van de totale lichaamslengte. De kop is duidelijk van het lichaam te onderscheiden door een insnoering. De ogen zijn relatief groot en hebben een ronde pupil.

## Levenswijze
Leptodrymus pulcherrimus is een bodembewoner die soms ook wel in bomen of lagere struiken gevonden kan worden, op zoek naar prooidieren.

## Verspreiding en habitat
Leptodrymus pulcherrimus komt voor in delen van Midden-Amerika en leeft in de landen Guatemala, El Salvador, Nicaragua, Honduras en Costa Rica.
De habitat bestaat uit vochtige tropische en subtropische bossen, zowel in laaglanden als in bergstreken. Ook in drogere subtropische en tropische bossen is de slang gevonden.De soort is aangetroffen op een hoogte van ongeveer tien tot 1300 meter boven zeeniveau.

## Beschermingsstatus
Door de internationale natuurbeschermingsorganisatie IUCN is de beschermingsstatus 'veilig' toegewezen (Least Concern of LC).